# Особо охраняемые природные территории Кыргызстана
В соответствии с Законом Кыргызской Республики об Особо охраняемых природных территориях от 1994 года 

Особо охраняемые природные территории — это участки земель, вод (акваторий), включающие природные комплексы или отдельные объекты природы, для которых устанавливается особый режим охраны и использования. К особо охраняемым природным территориям могут быть отнесены естественные или искусственно созданные природные комплексы и объекты природы, имеющие особое экологическое, природоохранное, научное, историко-культурное, эстетическое, оздоровительное значение.

В Кыргызстане организована сеть особо охраняемых природных территорий (ООПТ), подведомственная Государственному агентству охраны окружающей среды и лесного хозяйства при Правительстве Республики. Общая площадь ООПТ 1 476 121,6 гектаров, что составляет 7,38 % от всей площади страны. Фактически ООПТ Кыргызстана подразделены на три категории, различающиеся целями и режимом охраны, а именно: заповедники, природные парки и заказники. На июнь 2017 года в Кыргызстане существует 10 государственных заповедников, 13 государственных природных парков, 8 лесных, 23 ботанических, 19 геологических, 2 комплексных и 12 охотничьих (зоологических) заказников.
Помимо этого, в 1998 году была создана Биосферная территория «Иссык-Куль» (официальное название территории — "Ысык-Кёль), которая по действующему законодательству приравнивается к статусу охраняемых природных территорий на национальном уровне с особым режимом охраны. Даниэл Адиш

## Заповедники
Целями образования государственных заповедников являются: сохранение и изучение генетического фонда животного и растительного мира, типичных и уникальных экологических систем и ландшафтов, создание условий для обеспечения естественного течения природных процессов, разработка научных основ охраны природы и являются природоохранными и научно-исследовательскими учреждениями.
На июнь 2021 год насчитывается 10 государственных заповедников:
1. Иссык-Кульский государственный заповедник;
2. Сары-Челекский государственный биосферный заповедник;
3. Беш-Аральский государственный заповедник;
4. Нарынский государственный заповедник;
5. Каратал-Жапырыкский государственный заповедник;
6. Сарычат-Эрташский государственный заповедник;
7. Падышатинский государственный заповедник;
8. Кулунатинский государственный заповедник;
9. Сурматашский государственный заповедник;
10. Дашманский государственный заповедник.

## Государственные природные парки
Государственные природные парки создаются для сохранения природных комплексов, имеющих особую экологическую, историко-культурную и эстетическую ценность, предназначены для использования в природоохранных, рекреационных, просветительных, научных целях и являются природоохранными и рекреационными учреждениями.
К июню 2017 года в Кыргызстане было создано 13 государственных природных национальных парков общей площадью 724 670,2 гектаров:
- Ала-Арча;
- Алатай;
- Беш-Таш;
- Кан-Ачуу;
- Кара-Буура;
- Кара-Шоро;
- Каракол;
- Кыргыз-Ата;
- Саймалуу-Таш;
- Салкын-Тор;
- Саркент;
- Хан-Тенири;
- Чонг-Кемин;

## Государственные заказники
Государственные заказники создаются в целях сохранения, воспроизводства, восстановления природных комплексов и отдельных компонентов его составляющих для выполнения поставленных перед заказником природоохранных задач.
На декабрь 2009 года в Кыргызстане было образовано 10 лесных, 23 ботанических, 19 геологических, 2 комплексных и 14 охотничьих (зоологических) заказников общей площадью 241 498,7 гектаров.